# ستار دراجی
ستار دراجی (زادهٔ ۲۵ مارس ۱۹۹۳) یک بازیکن فوتبال اهل ایران است. 